# Danny Lloyd
Danny Lloyd, nome completo Daniel Edward Sydney Lloyd (Chicago, 13 ottobre 1972), è un attore statunitense.

## Biografia
Ha debuttato al cinema a 6 anni interpretando il piccolo Danny Torrance in Shining di Stanley Kubrick, film girato tra il 1978 e il 1979 e uscito nel 1980, e per la cui celebre interpretazione è ancora ricordato. Ottenne questo ruolo in quanto Kubrick fu particolarmente colpito dalla sua capacità di mantenere la concentrazione e di rimanere serio anche per lunghi periodi.
Dopo Shining ha recitato unicamente in un film per la televisione, nel 1982. Compare inoltre nel ruolo di se stesso nel documentario Making The Shining, girato contestualmente al film dalla figlia del regista, Vivian Kubrick.
Successivamente ha abbandonato il mondo della recitazione e ha proseguito normalmente il suo percorso scolastico. Terminati gli studi ha intrapreso la professione di insegnante di biologia in una scuola di Elizabethtown nel Kentucky e successivamente di insegnante di scienze in una scuola del Missouri.
Nel 2019 compare in un cameo nel film di Mike Flanagan tratto dal libro di Stephen King, Doctor Sleep seguito di Shining.

## Filmografia
- Shining, regia di Stanley Kubrick (1980)
- Making The Shining, regia di Vivian Kubrick - Documentario (1980)
- Will: The Autobiography of G. Gordon Liddy - Film TV (1982)
- Doctor Sleep, regia di Mike Flanagan (2019)

## Doppiatori italiani
- Davide Lepore in Shining
- Michele Cardellicchio in Shining (scene aggiunte)